# 성수대교 붕괴 사고
성수대교 붕괴 사고(聖水大橋崩壞事故, Seongsu Bridge Disaster)는 1994년 10월 21일 서울특별시가 관리하는 성수대교의 상부 트러스가 한강으로 무너져 내리면서 32명이 사망하고 17명이 부상을 입는 등 총 49명의 사상자를 낸 대한민국 역사상 최악의 참사 가운데 하나이다.

## 사고 내용
1994년 10월 21일 오전 7시 38분 경에 제10·11번 교각 사이 상부 트러스 약 50m가 붕괴해 무너지는 사고가 발생하였다.
사고 부분을 달리던 승합차 1대와 승용차 2대는 현수 트러스와 함께 한강으로 추락했고 붕괴되는 지점에 걸쳐 있던 승용차 2대는 물 속으로 곤두박질쳤으며 현장을 지나가던 한성운수 소속 16번 시내버스는 뒷바퀴가 붕괴 지점에 걸쳐있다가 차체가 뒤집혀 추락한 후 떨어진 상판에 박혀 찌그러지는 바람에 등굣길의 학생들을 비롯한 승객들이 졸지에 참변을 당했으며 특히 버스 추락으로 31명의 승객 중 29명이 목숨을 잃었다.
사고 차량 중 승합차엔 제49주년 경찰의 날을 맞아 우수 중대로 선정되어 표창을 받기 위해 본대로 가던 의경들이 타고 있었는데 이들은 사고 발생후 전원 무사하여 헌신적으로 요구조자들을 구조했다.

## 붕괴 원인

### 점검 부실 및 다리 내부 부식
성수대교는 건설될 당시 트러스식 다리로 건설되었지만 트러스식 공법은 이음새가 잘못되면 무너지기 쉬운 공법이었을 뿐만 아니라 안정 시공인 이음새 핀 등의 세부 요소들을 주기적으로 점검해야 했음에도 불구하고 이러한 안전점검 조치를 소홀히 했다.
또한 성수대교 사고원인은 교량 상판을 떠받치는 트러스의 연결이음새의 용접 불량과 유지 관리 소홀이 주요 원인으로 지적되었고 건설 당시 다리 밑 부분을 이루고 있는 트러스가 제대로 연결되지 않았으며 연결 부분도 심하게 녹슬었을 뿐만 아니라 다리 위에 가해지는 압력을 분산시키는 이음새에도 결함이 있었다.
또한 공사 도중 볼트 삽입 과정에도 문제가 있었으며 특히 볼트를 무리하게 삽입함으로 인해 구멍의 모양이 변형되어 볼트의 강도가 약해졌다.

### 과적차량의 통과
붕괴 전의 성수대교 설계 하중은 DB-18(총중량 32.1t)이었지만 이를 초과하는 과적 차량들이 자주 통과함으로써 성수대교는 40t이 넘는 차량들의 압력을 받았기에 붕괴는 예견되어 있었다.
특히 붕괴되기 일 년 전인 1993년에 서울 동부간선도로(성수대교~의정부 구간)가 개통되면서 교통량은 더욱 폭증했으나 서울시에서는 이렇다할 대책을 내놓지 않았다.

## 피해 사항
32명(남 16명, 여 16명)의 사망자와 17명의 부상자 등 총 49명의 사상자를 낸 이 사고는 미국, 일본 등 해외에도 크게 보도되면서 건설업계에 큰 타격을 입혔을 뿐만 아니라 국가 이미지도 크게 훼손되었다.
사망자 32명 가운데 무학여자고등학교 학생 8명과 무학여자중학교(현 무학중학교) 학생 1명, 서울교육대학교 대학생 1명, 필리핀인 아델 아이다 등으로 이 중 외국인 1명이 포함되어 있었다.

| 사망자   | 사망자 | 부상자 |
| 국적     | 인원   | 인원   |
| -------- | ------ | ------ |
| 대한민국 | 31     | 17     |
| 필리핀   | 1      | -      |
| 합계     | 32     | 17     |

## 사고 이후

### 서울특별시 대책본부 설치
사고 발생 직후 서울특별시는 대책본부를 설치한 후 서울특별시장을 본부장으로 8개반을 편성 후 활동을 시작하였다.

### 구조 활동
경찰에 의해 교통이 통제되고 소방대와 119구조대는 구급차를 출동해 사상자들을 구조했고 해난구조대는 잠수요원을 출동해 시신을 인양하고 15개의 병원에 사망자를 안치한 뒤 6개의 병원에 부상자를 후송하였다.

### 교통 정리
성수대교 붕괴 이후 교통량 분산을 검토한 후 우회도로 안내판을 설치하여 영동대교, 동호대교로 교통량을 분산하고 교통신호 주기를 조정한 것은 물론 성수대교를 통과하던 시내버스 노선도 변경되었다.

### 서울시장의 경질
사고 당일 오후 7시에 사고의 책임을 물어 이원종 서울시장이 경질되었고 우명규 시장이 임명되었으나 성수대교 건설 당시 책임자였음이 밝혀지면서 11일만에 자진사퇴했고 11월 3일 최병렬이 시장으로 부임했다.

### 재건설
붕괴 이후 토목학계는 무너지지 않은 부분을 그대로 수리해서 사용할 수 있다는 의견을 냈으나 시민들의 정서를 감안해 새로 건설하는 방향으로 결정되어 1995년 4월 26일부터 현대건설이 새로 건설하기 시작해 1997년 7월 3일에 직선 차선만 완성되었으며 이후 확장공사가 예정되어 있었기 때문에 램프를 건설하지 못하였다.
결국 확장공사는 1998년 12월 31일 폭과 길이 확장공사 진입램프 신설을 하고 2004년 9월 최종 완성하면서 오늘에 이르고 있다.
한편 성수대교 붕괴 사고 여파로 인해 같은 트러스식 공법으로 시공된 당산철교도 안전 점검 후폭풍이 일게 되어 1997년 1월 1일부터 철거 및 재건설에 들어갔고 1999년 11월 22일에 다시 개통되어 오늘에 이르고 있다.

## 관련 작품

### 노래
- 〈성수대교〉 (1995년 5월)

1. 가수 : DJ DOC
2. 앨범 : 《2집 머피의 법칙》

〈세계의 문 Part 1 - 유년의 끝 Part 2 - 우리가 만든 세상을 보라〉 (1995년 9월)
1. 가수 : N.E.X.T
2. 앨범 : 《3집 The Return of N.EX.T Part 2: World》

### 영화
- 《청포도 사탕: 17년 전의 약속》 (2012년 9월)

1. 감독 : 김희정

- 《벌새》 (2019년 8월)

### 텔레비전 드라마
- 드라마 스페셜 《딸기 아이스크림》 (2011년, KBS 2TV)
- 《감자별 2013QR3》 (2013년, tvN)

1. 극중 나진아(하연수 분)는 이 사건으로 아버지(강남길 분)를 잃어 밤을 무서워하는 역으로 출연한다.

- 《시그널》 (2016년, tvN)

1. 제5회에서 한영대교라는 이름으로 성수대교 붕괴 사건이 연상되는 신이 등장한다.

### TV 프로그램
- 꼬리에 꼬리를 무는 그날 이야기 (2022년, SBS)

## 참고 자료
- 성수대교 붕괴사건 원인규명감정단 활동백서 (1995년)

## 사진

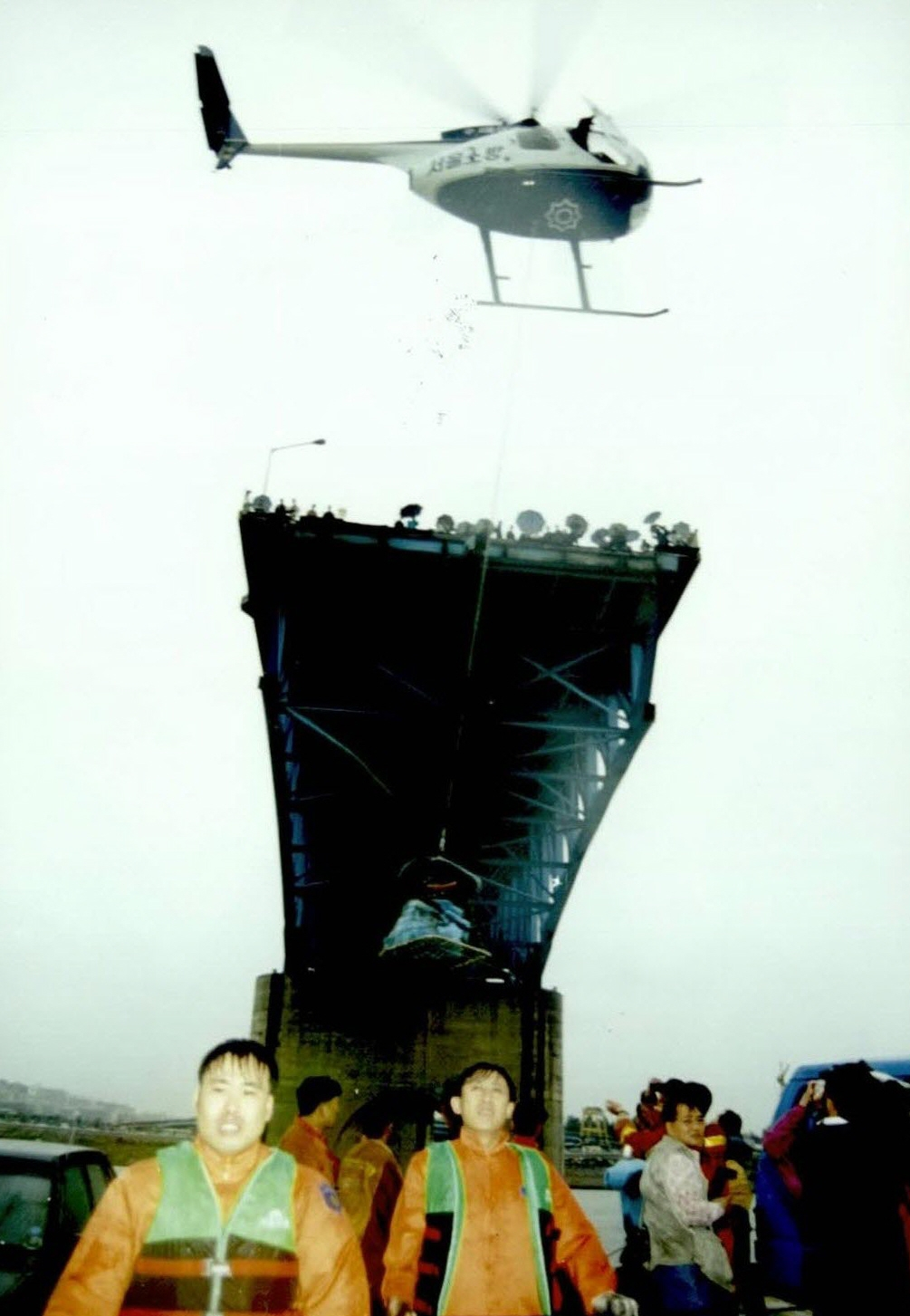
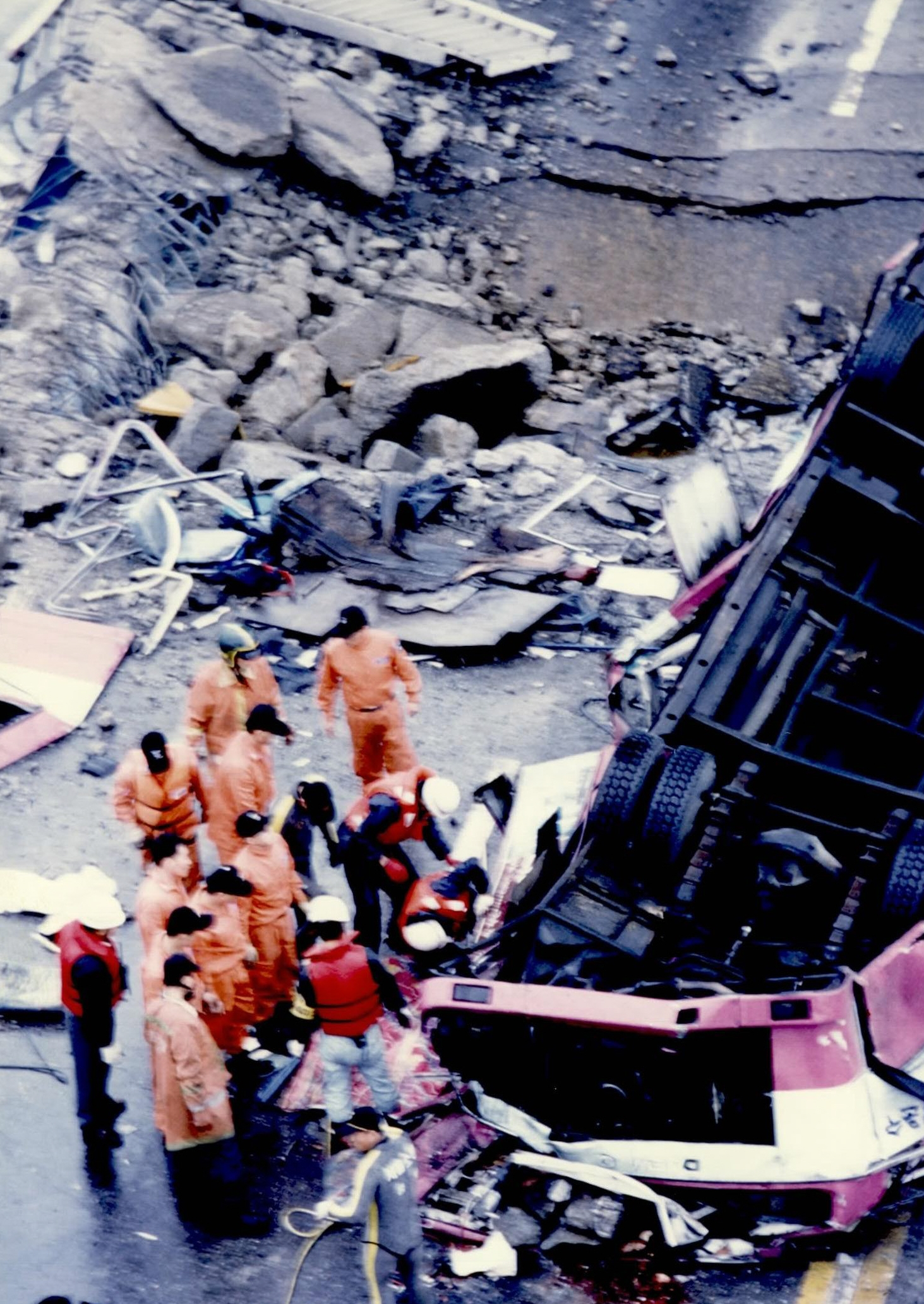
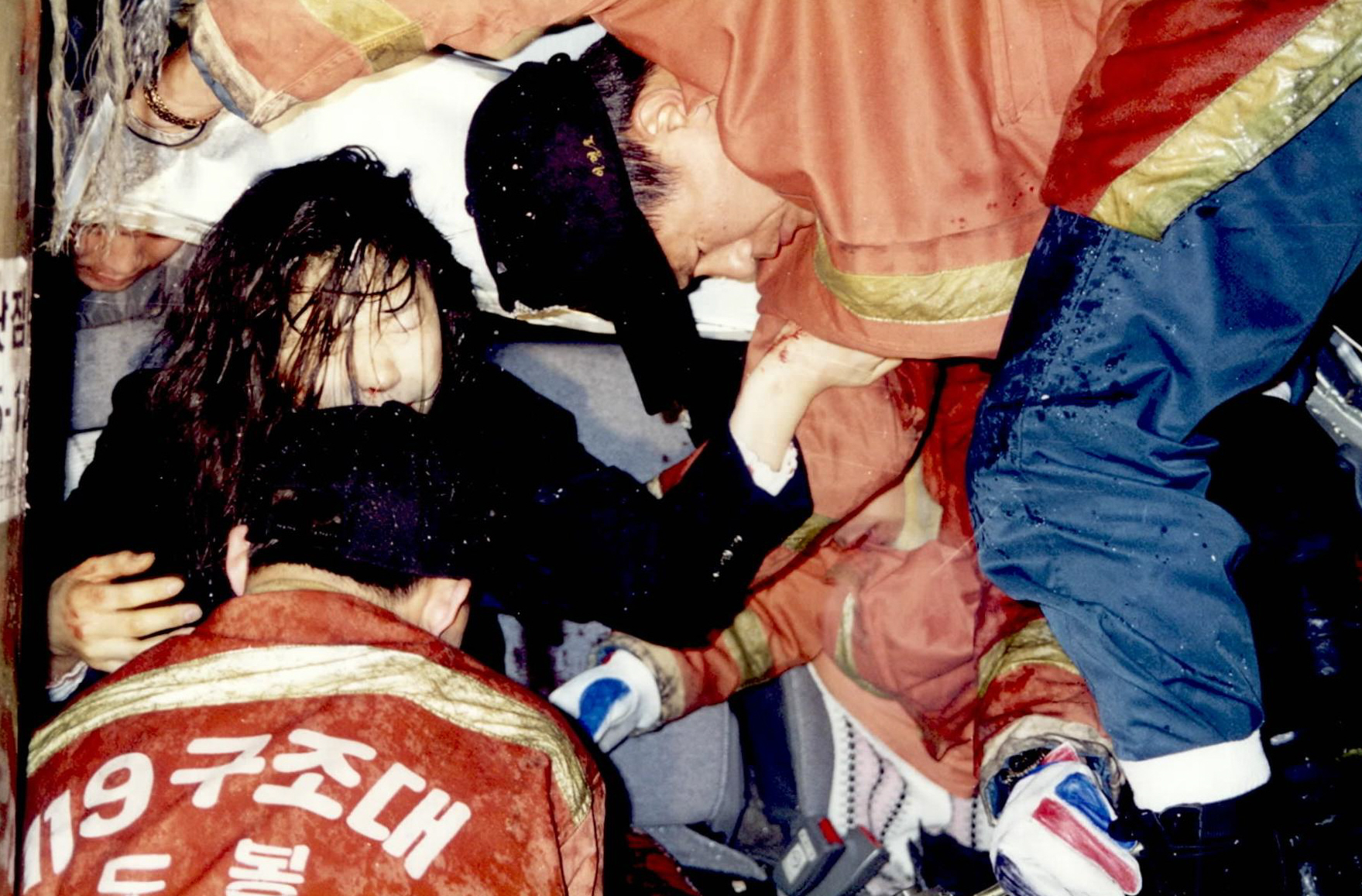
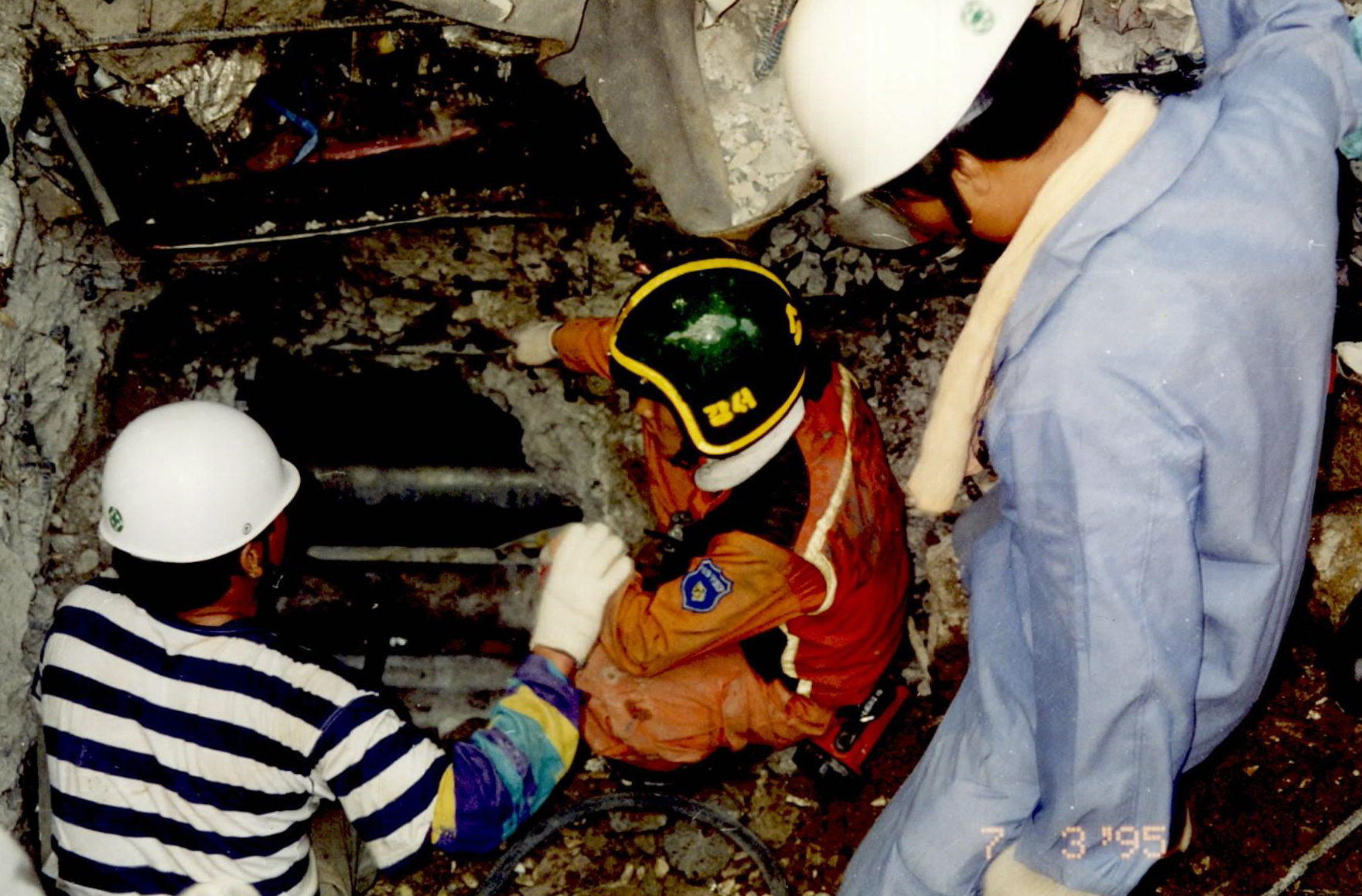

## 같이 보기
- 성수대교
- 당산철교
- 신행주대교 붕괴 사고
- 삼풍백화점 붕괴 사고
- 남해 창선대교 붕괴사고